# Scytalopus frankeae
Scytalopus frankeae — вид горобцеподібних птахів родини галітових (Rhinocryptidae). Описаний у 2020 році. Вид названо на честь перуанської орнітологині Ірми Франке.

## Поширення
Ендемік Перу. Ареал виду складається з двох локалітетів, що розташовані на відстані приблизно 150 км один від одного. На півночі він поширений в департаментах Уануко і Паско, а на півдні — у департаменті Хунін. Північна межа ареалу проходить по річці Уайяґа, а південна — по річці Мантаро. Здебільшого населяє місця з густим підліском і розкиданими чагарниками. Трапляється на висоті від 3400 до 4200 м над рівнем моря.

## Опис
Дрібний птах, завдовжки 10-11 см. Самці важать близько 17 г, а самиці — близько 16 г. Корона самця і більша частина обличчя темно-сірі з сріблясто-білою надбрівною смугою. Деякі також мають сріблясту корону. Потилиця і плечі темно-сірі з темно-червоно-коричневими смужками. Нижня частина спини і круп корично-коричневі з чорнуватими смугами біля кінців пера. Зовнішнє хвостове пір'я більшості самців темно-червоно-коричневе з вузькими коричневими смугами біля кінців пір'я. Внутрішнє пір'я хвоста, а також усі хвостові пір'я у деяких особин обвиті темно-сірими та коричними смугами. Крила в основному коричневі з коричневими і чорними відмітками. Горло і живіт світло-сірі, груди темно-сірі, а нижні боки і підхвістя темно-коричневі з чорнуватими плямами. Самиця подібна до самця, але зазвичай коричневіша.